# Zonopimpla marvini
Zonopimpla marvini là một loài tò vò trong họ Ichneumonidae.